# 山野井仁
山野井 仁（やまのい じん、1962年11月16日 - ）は、日本の男性声優。東京都出身。懸樋プロダクション所属。妻は同じく声優の半場友恵。

## 略歴
上越教育大学卒業後、劇団状況劇場に入団。かつてはアーツビジョン、大沢事務所に所属していた。
舞台では食べていけないため声優としての活動を始める。

## 人物・特色
洋画の吹き替え、アニメ、番組ナレーション、CM、ビデオパッケージのナレーション、映画のプロモーション、告知等、声の仕事では幅広い分野で活動している。
渋い声が魅力。味のある骨太な芝居を基本に、実直で落ち着いた青年役を演じる。洋画の吹き替えでは主役から様々な年代の脇役まで幅広くこなしており、スケール感のあるナレーションも持ち味である。
特技は剣道、器械体操。

## 出演
太字はメインキャラクター。

### テレビアニメ
1994年
- ジャングルの王者ターちゃん（研究員、レスラー）
- 覇王大系リューナイト（マスター）
- 七つの海のティコ（コンラッド）
- 勇者警察ジェイデッカー（アナウンサー、技師）

1995年
- 愛天使伝説ウェディングピーチ（ウルフェン）
- 黄金勇者ゴルドラン（1995年 - 1996年、パイロットA、親衛隊員、軍曹、賭場主、キャプテンシャーク 他）
- しましまとらのしまじろう（大ワシ）
- 獣戦士ガルキーバ（ガイ）
- 十二戦支 爆烈エトレンジャー（1995年 - 1996年、ドラゴ、號茜、ライオン）
- 新世紀エヴァンゲリオン（軍人、O.T.R副艦長 他）
- ドッカン!ロボ天どん（ウガーリック）
- 忍空（剣山、男 他）
- ふしぎ遊戯（婁宿）
- ロミオの青い空（ランベルト）

1996年
- 家なき子レミ（招待客、見物客、男）
- エルフを狩るモノたち（1996年 - 1997年、アナゴ海賊、監視員） - 2シリーズ
- 怪盗セイント・テール（龍太郎）
- 機動新世紀ガンダムX（男、作業員 他）
- SLAM DUNK（御子柴）
- スレイヤーズNEXT（アナウンサー）
- みどりのマキバオー（井崎、黒鹿毛馬、解説 他）
- 勇者指令ダグオン（1996年 - 1997年、沢邑森〈シン〉 / アーマーシン / ダグアーマー）

1997年
- 地獄先生ぬ〜べ〜（ダイダラボッチ）
- 中華一番!（覆面の男）
- 超魔神英雄伝ワタル（1997年 - 1998年、カメニック、テレマッツ、社員）
- 勇者王ガオガイガー（船長）
- 烈火の炎（少年の父）

1998年
- 金田一少年の事件簿（大門優作）
- serial experiments lain（アベックの中年男）
- 星方武侠アウトロースター（オノク）
- デビルマンレディー（客、プロデューサー）
- LEGEND OF BASARA（サカキ）
- ロスト・ユニバース（テロリストA）

1999年
- イソップワールド（ノース）
- カウボーイビバップ（警官1）
- 人形草紙あやつり左近（上司、捜査員、舞の父親）
- GREGORY HORROR SHOW（クロックマスター）
- 週刊ストーリーランド（1999年 - 2000年、子供、医師、男性社員C）
- セラフィムコール（巡査）
- 小さな巨人ミクロマン（左大臣）
- Bビーダマン爆外伝V（けいかんボンA）
- 名探偵コナン（1999年 - 2024年、間宮貴人、木崎勇二、土居明、片岡茂、甲斐玄人、小和田道武、植木、倉坂柳太郎 他）

2000年
- ゲートキーパーズ（先生）
- 幻想魔伝 最遊記（妖怪）
- 人造人間キカイダー THE ANIMATION（オレンジアント）
- NieA 7（肉屋のおじさん）

2001年
- HUNTER×HUNTER（第1作）（ゼパイル）
- グラップラー刃牙（木崎、三崎健吾、審判）
- Cosmic Baton Girl コメットさん☆（藤吉景太朗）
- サイボーグ009 THE CYBORG SOLDIER（BGの男、ライアン）
- 旋風の用心棒（消防隊員）
- HELLSING（ジャック）
- RAVE（リゼ）

2002年
- Witch Hunter ROBIN（凪羅俊司）
- 王ドロボウJING
- 機動戦士ガンダムSEED（アークエンジェル艦長）

2003年
- キノの旅 -the Beautiful World-（さくらの父）
- シンデレラボーイ（ソテー）
- 探偵学園Q（荻野賢）
- TEXHNOLYZE（山下）
- 超ロボット生命体トランスフォーマー マイクロン伝説（スタースクリーム、ショックウェーブ）
- プラネテス（医者、先生、船長）

2004年
- 絢爛舞踏祭 ザ・マーズ・デイブレイク（ヤガミ・アリアン）
- トランスフォーマー スーパーリンク（ショックウェーブ / ショックフリート、エアグライド、ジョーンズ）
- まっすぐにいこう。（第2期）（服部照美）

2005年
- ガン×ソード（デネヒー）
- ガンパレード・オーケストラ（大迫太平）
- SPEED GRAPHER（椎名）

2006年
- コードギアス 反逆のルルーシュ（2006年 - 2008年、オデュッセウス・ウ・ブリタニア） - 2シリーズ
- 009-1（イワン・ゴドノフ）
- 太陽の黙示録（葉）
- MUSASHI -GUN道-（ダンジョウ）
- RAY THE ANIMATION（Hリングの男）

2007年
- 結界師（間時守）
- ゲゲゲの鬼太郎（第5作）（正岡）
- DARKER THAN BLACK -黒の契約者-（ルーコ）

2008年
- 銀魂（クリカン）

2009年
- スティッチ!（ゲンタ）
- リストランテ・パラディーゾ（サント・クラウディオ・パラディーゾ）

2010年
- アイアンマン（桜井長門）
- ポケットモンスター ベストウイッシュ（フリント）
- MAJOR 6th season（マイク・マードック）

2011年
- GOSICK -ゴシック-（シニョレー）

2012年
- LUPIN the Third -峰不二子という女-（支配人）

2013年
- ジョジョの奇妙な冒険（マリオ・ツェペリ）
- 閃乱カグラ（斑鳩の父）
- ちび☆デビ!（執事）
- ルパン三世 princess of the breeze 〜隠された空中都市〜（ヴィラー）

2014年
- クレヨンしんちゃん（お宅訪問者）
- となりの関くん（美術の先生）
- 棺姫のチャイカ AVENGING BATTLE（シュテファン・ハルトゲン）

2015年
- アクエリオンロゴス（タカシ）
- ヤング ブラック・ジャック（リーゼンバーグ）
- ルパン三世 PART IV（ロブソン・ズッコーリ）

2016年
- ルパン三世 イタリアン・ゲーム（ロブソン・ズッコーリ）

2017年
- 最遊記シリーズ（2017年 - 2022年、独角兕） - 2シリーズ
- いぬやしき（ヤクザ）

2018年
- バジリスク 〜桜花忍法帖〜（織田信長）
- オーバーロード シリーズ（2018年 - 2022年、ツァインドルクス＝ヴァイシオン） - 2シリーズ
- 銀の墓守りII（ダークタイガー）
- 3月のライオン（幸田柾近〈代役〉）

2020年
- アサティール 未来の昔ばなし（ムサブ）
- 魔法科高校の劣等生 来訪者編（ベンジャミン・カノープス）
- おそ松さん（ボス）

2021年
- 聖女の魔力は万能です（2021年 - 2023年、ジークフリート・スランタニア） - 2シリーズ
- NOMAD メガロボクス2（番組ナレーション）
- 平穏世代の韋駄天達（ピアロフ）
- 進化の実〜知らないうちに勝ち組人生〜（死煙 / 死煙〈青年〉）

2024年
- 俺は全てを【パリイ】する 〜逆勘違いの世界最強は冒険者になりたい〜（クレイス王）

### 劇場アニメ
1997年
- 新世紀エヴァンゲリオン劇場版 Air/まごころを、君に
- エンジェルがとんだ日

1998年
- パーフェクトブルー

2000年
- 名探偵コナン 瞳の中の暗殺者（芝刑事）

2003年
- もも子、かえるの歌がきこえるよ。（倉本昌之）

2005年
- 名探偵コナン 水平線上の陰謀（救助隊員）

2008年
- 空の境界 第五章 矛盾螺旋（巴の父）

2015年
- 氷川丸ものがたり（秋永八郎）

2017年
- 劇場版 魔法科高校の劣等生 星を呼ぶ少女（ベンジャミン・カノープス）

2018年
- コードギアス 反逆のルルーシュ II・III（オデュッセウス・ウ・ブリタニア） - 2作品

2025年
- ベルサイユのばら（ダグー大佐）

### OVA
1994年
- 銀河英雄伝説（ハウフ）
- 湘南純愛組!（部下）

1995年
- GOLDEN BOY さすらいのお勉強野郎（サラリーマンB）
- 紺碧の艦隊（機長）
- 楽勝!ハイパードール（生徒B）

1996年
- 新世紀GPXサイバーフォーミュラSAGA（警官）
- 宝魔ハンターライム（警官1）
- ボンバーマン 勇気をありがとう 私が耳になる

1997年
- 勇者指令ダグオン 水晶の瞳の少年（沢邑森 / アーマーシン）
- 竜機伝承（帝国兵B）

1998年
- 火宵の月〜秋狂言〜（御家人）
- 新・男樹（学生A）

2000年
- からくりの君（兵A）

2003年
- HUNTER×HUNTER GREED ISLAND（ゼバイル）

2004年
- 新ゲッターロボ（早乙女達人）
- スレイヤーズえくせれんと（隊長）

2006年
- FREEDOM（アオの父）

2016年
- 機動戦士ガンダム THE ORIGIN（軍監）

### Webアニメ
- OBSOLETE（2019年、レブナー[27]）
- LUPIN THE IIIRD 銭形と2人のルパン（2025年、イワノフ）

### ゲーム
1993年
- ソードマスター（アレイサ、レリクス、船員2）
- フラッシュハイダース（ホロウ）

1994年
- アルナムの牙 獣族十二神徒伝説（カイケン、ジュツ族男 乙、清都衛兵 甲）

1995年
- 空想科学世界ガリバーボーイ（その他）
- ロックマン・ザ・パワーバトル

1996年
- 月下の棋士 〜王竜戦〜（武者小路和清）
- ストリートファイターZERO2（ロレント）
- ストリートファイターZERO2 ALPHA（ロレント）
- ソウルエッジ（リ・ロン）
- 女神異聞録ペルソナ（南条圭、城戸玲司）
- ロックマン2・ザ・パワーファイターズ

1997年
- アーマード・コア（H-1）
- アルナムの翼 焼塵の空の彼方へ（ギユウ）
- カプコンスポーツクラブ
- この世の果てで恋を唄う少女YU-NO
- ロックマンX4（カーネル）
- バトルサーキット

1998年
- ENIGMA（トーマス＝リンドー）
- 個人教授（松田章）
- 新世代ロボット戦記ブレイブサーガ（キャプテンシャーク、沢邑森 / ダグアーマー）
- ストリートファイターZERO3（ロレント）
- ツアーパーティー 卒業旅行にいこう（村雨貴雄、オヤジ）
- ファーランドサーガ（ヘリオス、カシム、コローネル）
- ファーランドサーガ 時の道標（マクドガル、カシム、コック）
- ファイティングアイズ（クラウス・シュナイダー）
- レガイア伝説（ガラ）

1999年
- ストリートファイターEX2 PLUS（ヴルカーノ・ロッソ）
- ペルソナ2 罪（ニャルラトホテプ）
- Dの食卓2（パーカー・ジャクソン）

2000年
- サモンナイト（エドス）
- ストリートファイターEX3（ヴルカーノ・ロッソ）
- デビルマン（ゲルマー、ザン）
- ブレイブサーガ2（キャプテンシャーク、沢邑森 / アーマーシン / ダグアーマー）
- ペルソナ2 罰（ニャルラトホテプ、フィレモン）
- 麻雀やろうぜ!2（茶柱立樹）

2001年
- CAPCOM VS. SNK 2 MILLIONAIRE FIGHTING 2001（イーグル、ロレント）
- サンライズ英雄譚2（沢邑森）
- ストリートファイターZERO3↑（ロレント）

2003年
- キノの旅 -the Beautiful World-（さくらの父親）
- SUNRISE WORLD WAR Fromサンライズ英雄譚（森）
- ラチェット&クランク2 ガガガ!銀河のコマンドーっす（サッグリーダー）

2004年
- XIII 大統領を殺した男（ウォルター・シェリダン）

2005年
- 新世紀勇者大戦（沢邑森）

2006年
- ACE COMBAT ZERO THE BELKAN WAR（アルベルト・ロペズ〈エスパーダ1〉）
- 【eM】-eNCHANT arM-（オボロ）
- ガンパレード・オーケストラ 青の章 〜光の海から手紙を送ります〜（大迫太平）
- ストリートファイターZERO3↑↑（ロレント、イーグル）
- ワイルドアームズ ザ フィフスヴァンガード（ファリドゥーン）

2007年
- ENCHANT ARM（オボロ）

2009年
- 朧村正（青坊主）
- Persona（南条圭、城戸玲司）

2010年
- ALAN WAKE（ロバート・ナイチンゲール）
- ダンテズ・インフェルノ 〜神曲 地獄篇〜（フランチェスコ）

2011年
- Dead Island（サム・B）
- ペルソナ2 罪 INNOCENT SIN（ニャルラトホテプ）

2012年
- ストリートファイター X 鉄拳（ロレント）
- ペルソナ2 罰 ETERNAL PUNISHMENT（ニャルラトホテプ、フィレモン）

2013年
- スーパーロボット大戦OGサーガ 魔装機神III PRIDE OF JUSTICE（ゲオード・サクリア）
- Dead Island: Riptide（サム・B）

2014年
- ウォッチドッグス（ジョルディ・チン）
- ウルトラストリートファイターIV（ロレント）
- PSYCHOBREAK（ザ・アドミニストレーター）

2017年
- PSYCHOBREAK2（ザ・アドミニストレーター）

2018年
- デトロイト ビカム ヒューマン（ルーサー）
- Marvel's SPIDER-MAN（アレクセイ・シツェビッチ / ライノ）
- コール オブ デューティ ブラックオプス4（Torque〈トルク〉）

2019年
- 幽☆遊☆白書 100%本気バトル（仙水忍）
- ニード・フォー・スピード ヒート（フランク・マーサー）

2021年
- ロックマンX DiVE（カーネル）
- テイルズ オブ アライズ（ジルファ）

2022年
- TRANSFORMERS ALLIANCE（キックバック、ラムジェット、スカベンジャー）
- 共闘ことばRPG コトダマン（仙水忍 / ミノル）
- グランブルーファンタジー（ネモ）
- ユアマジェスティ（マクシムス）

2023年
- アーマード・コアVI ファイアーズオブルビコン（ナレーター）
- テイルズ オブ ザ レイズ（ジルファ）
- Fate/Grand Order（2023年 - 2025年、服部武雄、小野篁）
- ドラゴンクエストモンスターズ3 魔族の王子とエルフの旅（マスタードラゴン）

2024年
- コール オブ デューティ ブラックオプス 6（ダニエル・リヴィングストン）

### ドラマCD
1994年
- GファンタジーコミックCDコレクション ファイアーエムブレム暗黒竜と光の剣（盗賊）
- 新世紀GPXサイバーフォーミュラ PICTURELAND4 SOME・DAY（ミッシングリンクのクルー）

1995年
- 黄金勇者ゴルドラン 総天然色CD大活劇「ワルター・ワルザックの大冒険」（親衛隊1号〜8号）
- 黄金勇者ゴルドラン CDサウンド・ムービー・ショウ 華麗な探偵 ワルザック・ブラザーズ〜死神の逆位置（キャプテンシャーク）
- 覇王大系リューナイト CDシネマ2「ティア・ダナーンの闘い」第1章（リプレー）
- 新世紀GPXサイバーフォーミュラ PICTURELAND6 ZEROの幻影（プレス）

1996年
- CDシアター ドラゴンクエストVI（ジャミラス）
- 勇者指令ダグオン 〜スペシャルドラマ1〜「選挙で激突! トライダグオン」（沢邑森）
- 勇者指令ダグオン 〜スペシャルドラマ2〜「サルガッソB級宇宙人十番勝負」（沢邑森）
- 勇者指令ダグオン 〜スペシャルドラマ3〜「山海高校ミステリーツアー〜湯けむり美少女失踪事件」（沢邑森）
- 勇者指令ダグオン CDシネマ1 〜春はあけぼの〜（沢邑森）

1997年
- 新世紀GPXサイバーフォーミュラSAGA ROUND4 I WILL BE BACK（ジェイ）
- 勇者指令ダグオン CDシネマ2 〜夏のツー・ショット〜（沢邑森）
- 勇者指令ダグオン CDシネマ3 〜それぞれの秋〜（沢邑森）
- 勇者指令ダグオン CDシネマ4 〜冬、来たりなば…〜（沢邑森）
- 勇者指令ダグオン スペシャルドラマ 〜いいやつ〜（沢邑森）

1998年
- 勇者指令ダグオン スペシャルドラマ2 〜悪いやつ〜（沢邑森）

1999年
- スターオーシャン セカンドストーリー 船上の受難者（剣）

2000年
- Weiß kreuz Dramatic Collection III Kaleidoscope Memory（藤堂）
- ペルソナ2 罪と罰 〜果てしなき青春〜（ニャルラトホテプ）
- 里見☆八犬伝

2005年
- 黒羽と鵙目（柴田）

2009年
- リストランテ・パラディーゾ Drama CD Vol.1（サント・クラウディオ・パラディーゾ）

### 吹き替え

#### 担当俳優
エリック・バナ
- スター・トレック（ネロ）
- ブラックホーク・ダウン（ノーマン・“フート”・ギブソン一等軍曹）※ソフト版
- ローン・サバイバー（エリック・クリステンセン少佐）

キウェテル・イジョフォー
- ダウト（タイ・トリッピン）
- フォー・ブラザーズ/狼たちの誓い（ヴィクター・スウィート）
- メリンダとメリンダ（エリス・ムーンソング）

ジェイソン・シーゲル
- 憧れのウェディング・ベル（トム・ソロモン）
- ザ・ディスカバリー（ウィル・ハーバー）
- シュリンキング:悩めるセラピスト（ジミー）
- 人生はローリングストーン（デヴィッド・フォスター・ウォレス）
- 寝取られ男のラブ♂バカンス（ピーター・ブレッダー）
- 無ケーカクの命中男/ノックトアップ（ジェイソン）
- 40歳からの家族ケーカク（ジェイソン）

ジェラルド・バトラー
- 男と女の不都合な真実（マイク・チャドウェイ）
- CHASE/チェイス 猛追（ウィル・スパン）
- バウンティー・ハンター（マイロ・ボイド）

ジャッキー・チェン ※ブロードウェイ版
- カンニング・モンキー 天中拳（チャン）
- クレージーモンキー 笑拳（シンロン）
- 拳精（イーロン）
- 蛇鶴八拳（徐英風）
- 少林寺木人拳（小唖巴）
- 成龍拳（シャオライ）
- 龍拳（タン・ホーエン）

ジャン＝クロード・ヴァン・ダム
- その男ヴァン・ダム（JCVD）
- ファイナル・レジェンド 呪われたソロモン（ルーディ・カフメイヤー）
- マキシマム・ブラッド（ディーコン）

ジョン・C・ライリー
- おとなのけんか（マイケル・ロングストリート）
- タラデガ・ナイト オーバルの狼（カル・ノートン）
- 僕の大切な人と、そのクソガキ（ジョン）

デヴィッド・ウェナム
- あぁ、結婚生活（ジョン・オブライエン）
- 300 〈スリーハンドレッド〉（ディリオス）
- 300 〈スリーハンドレッド〉 〜帝国の進撃〜（ディリオス）

デヴィッド・ハーバー
- アニマル -自然界の実力者たち-（ナレーター）
- ストレンジャー・シングス 未知の世界（ジム・ホッパー）
- スリープレス・ナイト（ダグ・デニソン）
- タイラー・レイク -命の奪還-（ギャスパー）
- ヘルボーイ（ヘルボーイ）
- レボリューショナリー・ロード/燃え尽きるまで（シェップ・キャンベル）

テリー・クルーズ
- 最凶女装計画（ラトレル・スペンサー）
- 26世紀青年（カマチョ大統領）
- モンスターズ・リーグ（テンタキュラー）

ドルフ・ラングレン
- アウトレイジ・ギャング（アクセル）
- ウォンテッドマン（トラヴィス・ジョハンセン）
- スモール・アパートメント ワケアリ物件の隣人たち（セイジ・メノックス）
- ドルフ・ラングレン ゾンビ・ハンター（ジェベダイア・ウッドリー）
- ハイジャック・ゲーム（マシュー・シャープ）
- バトル・ハザード（マックス・ガトリング少佐）
- レイジング・コップス（マクスウェル）

ホルト・マッキャラニー
- ジャック・リーチャー NEVER GO BACK（モーガン大佐）
- ビロウ（ルーミス大尉）※テレビ東京版
- ブラックハット（マーク・ジェセップ）

マイケル・ウォン
- コールド・ウォー 香港警察 二つの正義（ヨーク・ツァン）
- ゴッド・ギャンブラー レジェンド（リー刑事）
- 世界の涯てに（テッド）※DVD版
- ドラゴン・プロジェクト（ロッコ）
- 風暴 ファイヤー・ストーム（チョイ警視正）

マイク・タイソン
- 沈黙の大陸（カバ）
- ハングオーバー! 消えた花ムコと史上最悪の二日酔い（本人）
- ハングオーバー!! 史上最悪の二日酔い、国境を越える（本人）

ユ・オソン
- 角砂糖（ユン調教師）
- シンイ-信義-（キ・チョル）
- 朝鮮ガンマン（チェ・ウォンシン）

ロー・ワイコン
- オペレーション・メコン（シン・デン）
- ゴージャス（ロウの部下〈四大天王〉）※新ソフト版
- 新宿インシデント（小戴）
- プロジェクトA2 史上最大の標的（チンの部下）※ソフト版
- ポリス・ストーリー2/九龍の眼（消防士）※DVD・BD版
- 香港国際警察/NEW POLICE STORY（刑事）

#### 映画
- アーマード 武装地帯（パーマー〈アマウリー・ノラスコ〉）
- アイス・アルマゲドン（チャーリー・ラチェット〈ビクター・ウェブスター〉）
- アイズ ワイド シャット
- アウト・オブ・タイム（スコット・ナイト〈クリスチャン・ソリメノ〉）※ソフト版
- 新しき世界（イ・ジュング〈パク・ソンウン〉）
- アナコンダ2（ゴードン・ミッチェル〈モリス・チェストナット〉）
- アバランチ/雪崩（ダンカン・スナイダー〈デビッド・ハッセルホフ〉）※ソフト版
- アメージング・ハイウェイ60（O.W.グラント〈ゲイリー・オールドマン〉）
- アリス・クリードの失踪（ヴィック〈エディ・マーサン〉）
- ある会社員（パン）
- アルフィー（マーロン〈オマー・エップス〉）
- アルマゲドン（グルーバー）※フジテレビ版
- アンタッチャブル（ジョージ・ストーン〈アンディ・ガルシア〉）※ソフト版
- アンボーン（アーサー・ウィンダム〈イドリス・エルバ〉）
- 依頼人（患者）※テレビ朝日版
- インターンシップ（ビリー・マクマホン〈ヴィンス・ヴォーン〉）
- イントゥ・ザ・ブルー（ロイ）
- 陰謀のセオリー ※テレビ朝日版
- ヴァージン・ハンド（ボボ保安官〈キーファー・サザーランド〉）
- ヴァイラス（リッチー）※ソフト版
- ヴァンパイア/最期の聖戦（トニー・モントーヤ〈ダニエル・ボールドウィン〉）※ソフト版
- 宇宙空母ギャラクティカ（ブーマー中尉〈ハーブ・ジェファーソン・Jr〉）※BD版
- エアフォース・ワン（トーマス・リー）※日本テレビ版
- エアポート2015（ウィリアム〈ファラン・タヒール〉）
- エクスカリバー（タグナー〈トーマス・クレッチマン〉）
- エクスタシー（ベイトマン〈ジェイソン・ステイサム〉）
- エグゼクティブ・エクスプレス（カール・ハワード〈パトリック・キルパトリック〉）
- S.I.U. ロサンゼルス特捜隊（サイクス〈ルーク・ゴス〉）
- エネミー・オブ・アメリカ（ダニエル・ザビッツ〈ジェイソン・リー〉）※ソフト版
- L.A.コンフィデンシャル（バド・ホワイト〈ラッセル・クロウ〉）※フジテレビ版
- 遠距離恋愛 彼女の決断（ボックス〈ジェイソン・サダイキス〉）
- エンド・オブ・ホワイトハウス（カン・ヨンサク〈リック・ユーン〉）
- オーバー・エベレスト 陰謀の氷壁（ジェームス〈ノア・ダンビー〉[43]）
- 大いなる陰謀
- 狼 男たちの挽歌・最終章（リー）※カルチュア・パブリッシャーズ版
- オクトパス（ヘンリー・キャンベル）※ソフト版
- 男たちの挽歌（シンの手下）※ソフト版、（ユー社長）※カルチュア・パブリッシャーズ版
- 俺たちチアリーダー!（キース〈ジョン・マイケル・ヒギンズ〉）
- 壊滅暴風圏〜ファイナル・カウントダウン〜（ジェームズ・ローレンス〈セバスチャン・スペンス〉）
- 家族のかたち（デック〈リス・エヴァンス〉）
- カニング・キラー/殺戮の沼（ティム〈ドミニク・パーセル〉）
- カリートの道 暗黒街の抗争（ロッコ〈マイケル・ケリー〉）
- 完全犯罪（ニック〈アレッサンドロ・ニヴォラ〉）
- キスキス,バンバン -L.A.的殺人事件（ミスター・ファイア〈ロックモンド・ダンバー〉）
- 恐怖のセンセイ（師範〈アレッサンドロ・ニヴォラ〉）
- キングピン/ストライクへの道（吃音症の男）
- キンダガートン・コップ2（ゾーグ〈アレクス・ポーノヴィッチ〉）
- クアドロフォニア -多重人格殺人-（グレイヴス〈デニス・ヘイスバート〉）
- クイックシルバー（ブライアン・アダムス〈サイラス・ウィアー・ミッチェル〉）
- グッド・シェパード
- グッドナイト・ムーン（クーパー）
- グランド・ジョー（ジョー〈ニコラス・ケイジ〉）
- グラン・トリノ（ミッチ・コワルスキー〈ブライアン・ヘイリー〉）
- クリクリのいた夏（ジョー・サルディ〈エリック・カントナ〉）※ソフト版
- クレイジー・イン・アラバマ（レイモンド保安官〈ノア・エメリッヒ〉、マーフィ）
- クロール -凶暴領域-（州知事〈コリン・マクファーレン〉）
- クロッシング（キャズ〈ウェズリー・スナイプス〉）
- クロノス（アンヘル〈ロン・パールマン〉）
- ゲット スマート（航空保安官）※テレビ朝日版
- ゲット・リッチ・オア・ダイ・トライン（マジェスティック〈アドウェール・アキノエ＝アグバエ〉）
- 恋する40DAYS（マット・サリヴァン〈ジョシュ・ハートネット〉）
- ゴジラvsコング（ウィルコックス提督〈ハキーム・ケイ＝カジーム〉[44]）
- ゴッド・ディーバ（ニコポル〈トーマス・クレッチマン〉）
- ゴッドファーザー PART II（ヴィトー・コルレオーネ〈ロバート・デ・ニーロ〉）※ソフト版
- 孤独な嘘（ビル・ビュール〈ルパート・エヴェレット〉）
- コンスタンティン（バルサザール〈ギャヴィン・ロスデイル〉）※ソフト版
- 最凶家族計画（ジョン・ソロモン〈ウィル・アーネット〉）
- サイコハウス（カーター・イーストマン）
- サイレントヒル（クリストファー〈ショーン・ビーン〉）
- サイレントヒル: リベレーション3D（ハリー・メイソン〈ショーン・ビーン〉）
- ザ・インタープリター
- ザ・ウォール（ジューバ〈ライト・ナクリ〉）
- サバンナ（ジョス・マッキンリー〈C・トーマス・ハウエル〉）
- ザ・ファイブ・ブラッズ（エディ〈ノーム・ルイス〉）
- ザ・プロム（トム・ホーキンス〈キーガン＝マイケル・キー〉）
- サム・ガール（ニール〈マイケル・ラパポート〉）
- サムサッカー（マイク・コッブ〈ヴィンセント・ドノフリオ〉）
- 猿の惑星シリーズ
  - 猿の惑星: 聖戦記[45]
  - 猿の惑星/キングダム[46]
- サロゲート -危険な誘い-（ジョン・テイラー〈モリス・チェストナット〉）
- ザ・ロック（ヘイドン・シンクレア大統領首席補佐官、スタン）※テレビ朝日版
- G.I.ジェーン（スロヴニック〈ジム・カヴィーゼル〉）※フジテレビ版
- シーウルフ（ウルフ・ラーセン〈セバスチャン・コッホ〉）
- ジェイル・ブレイカー（ムソク〈チャ・スンウォン〉）
- ジェット!!（マイルズ〈ボキーム・ウッドバイン〉）
- 地獄の黙示録 完全版（チーフ・フィリップス）
- シャザム!（魔術師〈ジャイモン・フンスー〉[47]）※ザ・シネマ版
- シャフト（ウォルター・ウェイド・Jr〈クリスチャン・ベール〉）
- ジャンヌ・ダルク（アランソン公〈パスカル・グレゴリー〉）※ソフト版
- 13時間 ベンガジの秘密の兵士（タイロン・ウッズ〈ジェームズ・バッジ・デール〉）
- 新・荒野の七人 馬上の決闘（キーノ〈モンテ・マーカム〉）※テレビ東京版
- スカイライン -逆襲-（ラドフォード将軍〈アレクサンダー・シディグ〉[48]）
- スキャナー・ダークリー（アーニー・ラックマン〈ウディ・ハレルソン〉）
- スクリーム（ゴーストフェイス〈ロジャー・L・ジャクソン〉）
- スクリーム6（ゴーストフェイス[49]）
- スコーピオン・キング（プリンス・タクメット〈ピーター・ファシネリ〉）※ソフト版
- スコーピオン・キング2（サルゴン〈ランディ・クートゥア〉）
- スズメバチ ※テレビ東京版
- スター・ウォーズ/イウォーク・アドベンチャー 決戦!エンドアの森（ジェレミット〈ポール・グリーソン〉）※DVD版
- スター・ウォーズ/イウォーク・アドベンチャー 勇気のキャラバン（ジェレミット〈ガイ・ボイド〉）※DVD版
- スタートレック 叛乱
- スタンドアップ（ビル・ホワイト〈ウディ・ハレルソン〉）
- ストーカー（ジェームズ・ヴァンダージ刑事〈エリク・ラ・サル〉）
- スノーホワイト（森の番人デューア〈エディ・マーサン〉[50]）
- スパイな奴ら（チェ部長〈ユ・ヘジン〉）
- スピード・キルズ（ベン・アロノフ〈ジョン・トラボルタ〉）
- SPIRIT（ヘラクレス・オブライアン〈ネイサン・ジョーンズ〉）
- スモーキン・エース/暗殺者がいっぱい（ドナルド・カラザーズ〈レイ・リオッタ〉）
- S.W.A.T.（ディーク〈LL・クール・J〉）※ソフト版
- 正義のゆくえ I.C.E.特別捜査官（ハミード・バラエリ〈クリフ・カーティス〉）
- 聖なる嘘つき（ミーシャ〈リーヴ・シュレイバー〉）
- SET IT OFF
- セブンソード（チュウ〈ドニー・イェン〉）
- 戦場からのラブレター（ブリテン氏〈ドミニク・ウェスト〉）
- ソードフィッシュ（アクセル・トーバルズ〈ルドルフ・マーティン〉）※ソフト版
- ダークナイト（サルバトーレ・マローニ〈エリック・ロバーツ〉）※ソフト版
- ダイ・ハード（ハンス・グルーバー〈アラン・リックマン〉）※機内上映版追加録音部分
- タイムリミット（ロバート・サンダース〈ディラン・マクダーモット〉）
- ダウン（ジェフリー）※ソフト版
- 007シリーズ
  - 007 ロシアより愛をこめて（レッド・グラント〈ロバート・ショウ〉）※ソフト版
  - 007 ゴールデンアイ（戦艦士官）※ソフト版
  - 007 トゥモロー・ネバー・ダイ（チャールズ・ロビンソン〈コリン・サーモン〉）※フジテレビ版
  - 007 ワールド・イズ・ノット・イナフ（アカキエビッチ大佐〈クロード＝オリヴィエ・ルドルフ〉）※テレビ朝日版
- 小さな贈りもの（空港警備隊長）
- 地球が静止した日（プルウィット）
- チャーリーズ・エンジェル（ミスター・ジェイソン〈LL・クール・J〉）※テレビ朝日版
- 調教願望（ピエール）
- 沈黙のアフガン（ヴィック〈ティム・アベル〉）
- ツーリスト（英国人男性〈ルーファス・シーウェル〉）
- 月のひつじ（アル・バーネット〈パトリック・ウォーバートン〉）
- 冷たい雨に撃て、約束の銃弾を（クワン〈アンソニー・ウォン〉）
- デーモンハンター（ジェイコブ・グレイマン〈ショーン・パトリック・フラナリー〉）
- ティアーズ・オブ・ザ・サン（ケニー・レイク〈ジョニー・メスナー〉）
- デイ・アフター・トゥモロー（ジェイソン〈ダッシュ・ミホク〉）※テレビ朝日版
- デイ・オブ・ザ・ディシジョン3（ケネディ・カルーズ）
- デビルズ・リジェクト マーダー・ライド・ショー2（オーティス・ドリフトウッド〈ビル・モーズリー〉）
- デンジャラス・ビューティー2（ウォルター・コリンズ〈トリート・ウィリアムズ〉）※日本テレビ版
- トゥルーマン・ショー（マーロン / ルイス・コルトラン〈ノア・エメリッヒ〉）※フジテレビ版
- ドクターズ・ハイ（ジェイク〈マイケル・ウェストン〉）
- トップガン（ウルフマン）※テレビ東京版
- トランスフォーマーシリーズ（ロバート・エップス〈タイリース・ギブソン〉）
  - トランスフォーマー[51]
  - トランスフォーマー: リベンジ
  - トランスフォーマー/ダークサイド・ムーン
- トリプルX（ジム・マクグラス〈トーマス・イアン・グリフィス〉） ※ソフト版
- トリプル・リベンジ（ダニー・ギャラガー〈カール・アーバン〉）
- トレジャー・ハンターズ/進め!笑撃冒険王（ジェリー・コンレイン〈マシュー・リラード〉）
- NARC ナーク（ヘンリー・オーク警部補〈レイ・リオッタ〉）
- ナイト・ビフォア 俺たちのメリーハングオーバー（ミスター・グリーン〈マイケル・シャノン〉）
- ナショナル・トレジャー
- ナッティ・プロフェッサー クランプ教授の場合 ※日本テレビ版
- 7つの贈り物（ベン・トーマス〈ウィル・スミス〉）
- なんちゃって家族（デヴィッド・クラーク〈ジェイソン・サダイキス〉）
- ニュースの天才（アダム〈スティーヴ・ザーン〉）
- 人間消失（レイフォード・スティール〈ブラッド・ジョンソン〉）
- ネイビーシールズ:オペレーションZ（ピート・カニンガム〈エド・クイン〉）
- ハード・コレクター（レイ〈リック・フォックス〉）
- パーフェクト ストーム（マイク・“バグジー”・モラン〈ジョン・ホークス〉）
- バーフバリ 伝説誕生（バラーラデーヴァ〈ラーナー・ダッグバーティ〉）
- バーフバリ 王の凱旋（バラーラデーヴァ〈ラーナー・ダッグバーティ〉）
- バーンチェイサー（フィル・メイ〈ゲイリー・ドゥーダン〉）
- バイオハザードIV アフターライフ（ルーサー・ウエスト〈ボリス・コジョー〉[52]）※テレビ朝日版
- バイオハザードV リトリビューション（ルーサー・ウエスト〈ボリス・コジョー〉[53]）※テレビ朝日版
- 破壊神（グリフィン〈マックスウェル・コールフィールド〉）
- バッドボーイズ2バッド ※ソフト版
- ハッピー・フューネラル（ピーター）
- バトルランナー（スヴェン〈スヴェン＝オーレ・トールセン〉、エージェント）※ソフト版
- パニック・イン・ザ・ダーク（ウィル・マードック〈ディーン・ケイン〉）
- パラサイト・クリーチャーズ（ヤネク〈ゲアハート・リーブマン〉）
- バレンタイン（アダム・カー〈デヴィッド・ボレアナズ〉）
- ハロウィン KILLS（トミー・ドイル〈アンソニー・マイケル・ホール〉）
- 判決前夜/ビフォア・アンド・アフター
- ビーン（ウォルター・ハンドリー、バトラー刑事〈クリス・エリス〉）※VHS・DVD版
- BFG: ビッグ・フレンドリー・ジャイアント（マルノミ〈ジェマイン・クレメント〉）
- ヒッチャーII 心臓"完全"停止（ジャック〈ジェイク・ビジー〉）
- 陽のあたる教室（コール・ホランド）※ソフト版
- ピノキオとゼペット（魔術師リザード〈ウェイン・ブレイディ〉）
- ヒューマンネイチュア（パフ〈リス・エヴァンス〉）
- ファイアー・ファイト（ジョナス）
- ファイティング・ファミリー（リッキー〈ニック・フロスト〉）
- ファイナル・デッドコースター（ルイス・ロメロ〈テキサス・バトル〉）
- ファム・ファタール（ラシーン〈エドゥアルド・モントート〉）※ソフト版
- ファングルフ/月と心臓
- Vフォー・ヴェンデッタ（ドミニク警部〈ルパート・グレイヴス〉）
- FACE（ヒョンミン〈シン・ヒョンジュン〉）
- フェイス/オフ（バズ〈ジェームズ・デントン〉）※テレビ朝日旧録版・テレビ朝日新録版
- フォーン・ブース（エド・レイミー警部〈フォレスト・ウィテカー〉）
- 不都合な真実2 放置された地球（アル・ゴア）
- ブライト（ドルグ〈ブラッド・ウィリアム・ヘンケ〉）
- プライベート・ライアン（エイドリアン・カパーゾ二等兵〈ヴィン・ディーゼル〉）※ソフト版
- ブラックアダム（インターギャング兵長[54]）
- ブルークラッシュ（マット〈マシュー・デイビス〉）
- ブル・ドッグ 人質救出作戦（アベル・ロスティン〈ゲッツ・オットー〉）
- フル・モンティ
- ブレイクアウェイ（コーネリウス・モーガン〈ディーン・ケイン〉）
- ブレイクスルー 奇跡の生還（ギャレット医師〈デニス・ヘイスバート〉[55]）
- フレンチ・コネクション 史上最強の麻薬戦争（ピエール・ミシェル判事〈ジャン・デュジャルダン〉）
- ペイチェック 消された記憶（エージェントクライン〈マイケル・C・ホール〉）※ソフト版
- ボーイズ・ドント・クライ（トム〈ブレンダン・セクストン3世〉）
- ボーフォート レバノンからの撤退（イダン・コリス）
- 抱擁（ローランド・ミッチェル〈アーロン・エッカート〉）
- マーダー・ライド・ショー（オーティス・ドリフトウッド〈ビル・モーズリー〉）
- マーベル・シネマティック・ユニバース
  - アイアンマン（ラザ〈ファラン・タヒール〉）※劇場公開版
  - インクレディブル・ハルク
  - キャプテン・アメリカ/ウィンター・ソルジャー（スミソニアン博物館のナレーター）
  - スパイダーマン:ファー・フロム・ホーム（ジュリアス・デル先生〈J・B・スムーヴ〉[56]）
  - スパイダーマン:ノー・ウェイ・ホーム（ジュリアス・デル先生〈J・B・スムーヴ〉[57]）
  - アントマン&ワスプ:クアントマニア（ダレン・クロス / M.O.D.O.K.〈コリー・ストール〉）
- マイ・スパイ（JJ〈デイヴ・バウティスタ〉）
- マッドバウンド 哀しき友情（ヘンリー・マッカラン〈ジェイソン・クラーク〉）
- まぼろし（キャロン警視）
- マレーナ（ニーノ）
- ミーン・ガールズ（ロン・デュヴァル校長〈ティム・メドウス〉）
- Mr.ディーズ（ジョン・マッケンロー）
- ミッション:マストダイ（スティーヴ・ロバーツ〈ゲイリー・ダニエルズ〉）
- ミッシング（ブレイク・ボールドウィン〈アーロン・エッカート〉）
- ミッドナイトクロス（ローレン・ヘイリー）※ソフト版
- メガ・シャークVSクロコザウルス（テリー・マコーミック）
- YAMAKASI（ブル）
- 遊星からの物体X ファーストコンタクト（サム・カーター〈ジョエル・エドガートン〉）
- ユニバーサル・ソルジャー:リジェネレーション（トポフ指揮官）
- 40男のバージンロード（ギル）
- ラザロ・エフェクト（フランク・ウォルトン博士〈マーク・デュプラス〉）
- ラスト・プリンセス 大韓帝国最後の皇女（ハン・テクス〈ユン・ジェムン〉）
- ラッシュアワー2（タクシー運転手）
- ラットレース（修理工）
- リーピング（ダグ〈デビッド・モリシー〉）
- リチャード・ジュエル（トム・ショウ〈ジョン・ハム〉[58]）
- リプレイスメント
- ルーシー・イン・ザ・スカイ（フランク〈コールマン・ドミンゴ〉[59]）
- ルディ・レイ・ムーア（ジェリー・ジョーンズ〈キーガン＝マイケル・キー〉）
- 霊視（ミッキー・ヘイデン〈キーファー・サザーランド〉）
- レオン（スタンスフィールドの部下）※オリジナル版
- レギオン（ミカエル〈ポール・ベタニー〉）
- レストラン（クリス・キャロウェイ〈エイドリアン・ブロディ〉）
- レスリー・ニールセンの裸の石を持つ男（ジェームズ・レノックス〈ピーター・アウターブリッジ〉）
- レッドプラネット（テッド・サンテン〈ベンジャミン・ブラット〉）
- 恋愛適齢期（ジュリアン・マーサー博士〈キアヌ・リーブス〉）
- ローグ アサシン（ウィック〈マシュー・セント・パトリック〉）
- ロイヤル・セブンティーン（ヘンリー・ダッシュウッド〈コリン・ファース〉）
- ロミオとジュリエット（パリス）※テレビ東京版
- ワイルド・クライムズ（スピンクス〈マイケル・クラーク・ダンカン〉）
- ワイルド・スピード MAX（フェニックス〈ラズ・アロンソ〉）※テレビ朝日版
- 別れる決心（イム・ホシン〈パク・ヨンウ〉[60]）
- ワルキューレ（アルブレヒト・メルツ・フォン・クイルンハイム大佐〈クリスチャン・ベルケル〉）

#### ドラマ
- アガサ・クリスティー ミス・マープル
  - 書斎の死体（マーク・ギャスケル）
  - 復讐の女神（マーティン・ワッディ大尉）
- アトランティス（ジョン・シェパード）
- アソーカ（スローン大提督〈ラース・ミケルセン〉[61]）
- ALCATRAZ/アルカトラズ（ギャレット・スティルマン〈グレッグ・エリス〉）
- アントラージュ★オレたちのハリウッド（アリ・ゴールド〈ジェレミー・ピヴェン〉）
- ER緊急救命室
  - シーズン4 #14（リウェイン）
  - シーズン5 #8（トビー〈ヴィンス・グリーン〉）、#19（マイケル・マッケンナ〈マイク・ドイル〉）
  - シーズン9 #7（アンドルース〈デヴィッド・ゲイル〉）
  - シーズン10 #9（ラリー・アンダーソン〈ジョン・エリック・ベントリー〉）
  - シーズン12 #5（ドーシー・ワトソン〈ジェフリー・D・サムズ〉）
  - シーズン13 #6（ルイ・スミス〈ギルバート・グレン・ブラウン〉）
  - シーズン14 #11（レジー・ムーア〈クレス・ウィリアムズ〉）
- イヴのすべて（ペ・インス〈チェ・ジュニョン〉）
- イップ・マン（鬼門龍二 / 龍一〈モウ・フォンサン（中国語版）〉）
- エージェント・オブ・シールド シーズン4 #12-#15, #19-#22（アントン・イワノフ〈ザック・マッゴーワン〉）
- エイリアス（マーカス・ディクソン〈カール・ランブリー〉）
- エテルナウタ（フアン〈リカルド・ダリン〉）
- エド ボーリング弁護士/人生のスプリット（エド・スティーブンス〈トム・キャヴァナー〉）
- NCIS:LA 〜極秘潜入捜査班（アイザック・シドロフ）
- NCIS: ニューオーリンズ
  - シーズン1 #5（オリヴァー・ハンティントン）
  - シーズン2 #11（トーマス・フリーマン中佐）
  - シーズン4 #4（テイト・プレスコット）
- NCIS 〜ネイビー犯罪捜査班 シーズン10 #13（ウォルター・ダン〈マイケル・マグレイディ〉）
- エレメンタリー7 ホームズ&ワトソン in NY ファイナル #8（ジャド〈チャールズ・ボーランド〉）
- OZ/オズ（クリス・ケラー〈クリストファー・メローニ〉）
- キャッスル 〜ミステリー作家は事件がお好き（ハル・ロックウッド〈マックス・マーティーニ〉）
- THE KILLING/キリング（イエン・マイヤ〈ソーレン・マリン〉）
- キル・ポイント（ホルスト・カリー警部〈ドニー・ウォールバーグ〉）
- クリミナル・マインド FBI行動分析課
  - シーズン3 #5（ポール）
  - シーズン4 #15（ブレイディ）
  - シーズン5 #14（犯人）
  - シーズン6 #22（ロバート・ブレマー〈ジェフリー・ミーク〉）
  - シーズン9 #5（エディ・リー・ウィルコックス〈トッド・スタシュウィック〉）
  - シーズン10 #11（コルトン・グラント）
  - シーズン12 #12（マーク・トールソン）
- コウラン伝 始皇帝の母（嬴子傒〈ワン・ユー〉[62]）
- GOTHAM/ゴッサム（ラーズ・アル・グール〈アレクサンダー・シディグ〉）
- コペンハーゲン/首相の決断（トーベン・フリース〈ソーレン・マリン〉[63]）
- ザ・パシフィック（クリース軍曹）
- ザ・ラストシップ（マイク・スラッタリー中佐〈アダム・ボールドウィン〉[64]）
- CSI:科学捜査班（ウォリック・ブラウン〈ゲイリー・ドゥーダン〉）
- CSI:15 科学捜査班 ザ・ファイナル #18（カイル・エリス〈ブランドン・P・ベル〉）
- ジェシカおばさんの事件簿（サミュエル・ピンクニー）
- 新チャーリーズ・エンジェル（レイ・グッドソン〈イザイア・ムスタファ〉）
- 新・逃亡者（フィリップ・ジェラード〈ミケルティ・ウィリアムソン〉）※VHS版
- SUITS/スーツ（ジェフ・マローン〈D・B・ウッドサイド〉）
- SCORPION/スコーピオン シーズン2 #25（医師）
- スターゲイト アトランティス（ジョン・シェパード〈ジョー・フラニガン〉）
- ストレイン 沈黙のエクリプス（ヴァシリー・フェット〈ケヴィン・デュランド〉）※シーズン3から
- スパルタカス（グラベル〈クレイグ・パーカー〉）
- セーフハウス〜狙われた家族〜（マーク〈パターソン・ジョゼフ〉）
- 曹操 -乱世奸雄-（呂布〈イン・フォン〉）
- チャームド 〜魔女3姉妹〜（ダリル・モリス〈ドリアン・グレゴリー〉）
- CHUCK/チャック（ジョン・ケイシー〈アダム・ボールドウィン〉[65]）
- テラノバ/Terra Nova
- テロワール（カン・テミン〈キム・ジュヒョク〉）
- 天国の階段（ハン・テファ〈シン・ヒョンジュン〉）
- トータル・リコール2070（デビッド・ヒューム〈マイケル・イーストン〉）
- TRUE DETECTIVE/迷宮捜査（ウェイン・ヘイズ〈マハーシャラ・アリ〉[66]）
- DOC2 あすへのカルテ（ウンベルト・カルーソ〈マッシモ・リゴ〉）
- ナイトビジョン（ホスト〈ヘンリー・ロリンズ〉）
- ノーリミット（ベルトラン〈フィリップ・エリソン〉）
- バーン・ノーティス 元スパイの逆襲（ジェシー・ポーター〈コビー・ベル〉）
- パレーズ・エンド（ヴィンセント・マクマスター〈スティーヴン・グレアム〉）※ソフト版
- パワーレンジャー（スフィンクス〈リチャード・カンシーノ〉）
- バンド・オブ・ブラザーズ（カーウッド・リプトン少尉〈ドニー・ウォールバーグ〉）
- ブラックライトニング（ビル・ヘンダーソン〈デイモン・ガプトン〉）
- THE BLACKLIST/ブラックリスト（ハロルド・クーパー〈ハリー・レニックス〉）
- ブラックリスト リデンプション #7（ハロルド・クーパー〈ハリー・レニックス〉）
- フラッシュポイント -特殊機動隊SRU-（ブライアン・バウマン）
- FRINGE/フリンジ（フィリップ・ブロイルズ〈ランス・レディック〉）
- フロンティア（デクラン・ハープ〈ジェイソン・モモア〉）
- ボードウォーク・エンパイア 欲望の街
- HOMELAND（ブレット・オキーフ〈ジェイク・ウェバー〉）
- BONES シーズン9 #1（ダニー・ベック〈フレディ・プリンゼ・ジュニア〉）
- ホット・ゾーン（ジェリー・ジャックス〈ノア・エメリッヒ〉[67]）
- ホテル・バビロン（ジーノ）
- ホワイトカラー
  - シーズン1 #9（ヘレラ）
  - シーズン6 #3, #5（リュック・ルノー〈イザック・ド・バンコレ〉）
- Marvel ルーク・ケイジ（コーネル・“コットンマウス”・ストークス〈マハーシャラ・アリ〉[68]）
- MACGYVER/マクガイバー シーズン1 #10（チャック・ローソン〈ジェレミー・ロンドン〉）
- メンタリスト
  - シーズン1 #11（ジャレット・レンフルー〈ガブリエル・オールズ〉）
  - シーズン5 #17（ホーキンス軍曹）
  - シーズン7 #1, 8（ケン・スパックマン〈ティム・グリフィン〉）
- ヤング・スーパーマン（クワン校長〈ヒロ・カナガワ〉）
- リーサル・ウェポン シーズン3 #11（バレット〈ショーン・ブレイクモア〉）
- 理想のふたり（タグ・ウィンバリー〈リーヴ・シュレイバー〉）
- リ・ジェネシス バイオ犯罪捜査班（カルロス・セラーノ〈コンラッド・プラ〉）
- REIGN/クイーン・メアリー（アンリ2世〈アラン・ヴァン・スプラング〉）
- レバレッジ 〜詐欺師たちの流儀（ミッチェル・カークウッド〈ジョン・シュナイダー〉）
- ロードナンバーワン（オ・ジョンギ〈ソン・チャンミン〉）
- ロック、ストック&フォー・ストールン・フーヴズ（ハッピージャック〈ニコラス・ベヴェニー〉）

#### アニメ
- アイアン・ジャイアント
- アーロと少年（ヘンリー）
- アントブリー（フーガックス）
- WALL・E/ウォーリー（スチュワード、BnL宣伝ビデオ 他）
- きよしこの夜 バスターとチョーンシーの素敵なクリスマス（ヨーゼフ神父）
- くまのパディントン
- クロース
- コウノトリ大作戦!（ベータ・ウルフ）
- ザ・バットマン（グリーンアロー / オリバー・クイーン）
- スーパーマン（フラッシュ / ウォーリー・ウェスト）
- スター・ウォーズ 反乱者たち（スローン大提督）
- DC がんばれ!スーパーペット（スーパーマン[69]）
- ティム・バートンのコープスブライド（バーキス・ビターン）
- 天官賜福（刻磨）
- トランスフォーマー アニメイテッド（スタースクリーム[70]、ラムジェット）
- トランスフォーマーアドベンチャー　マイクロンの章（クレイジーボルト）
- バイオハザード ディジェネレーション（レオン・S・ケネディ）
- バーフバリ 失われた伝説（バラーラデーヴァ[71]）
- プレーンズ2/ファイアー&レスキュー（ウィンドリフター）
- ヘンリー・ハグルモンスター（ダスティン）
- マスク・アニメーション
- モアナと伝説の海2（タウタイ・ヴァサ[72]）
- ヤング・ジャスティス（グリーンアロー）
- ヨセフ物語 〜夢の力〜（ユダ）
- LEGO スター・ウォーズ:ドロイド・テイルズ（ケイナン）

### 特撮
- 仮面ライダーシリーズ
  - 仮面ライダーアギト（2001年、ジャガーロード / パンテラス・ルテウスの声、ジャガーロード / パンテラス・アルビュスの声、ジャガーロード / パンテラス・トリスティスの声、シーアーチンロード / エキヌス・ファメリカーレの声）
  - 仮面ライダー龍騎（2002年、ディスパイダー・リボーンの声）
- 超星神グランセイザー（2004年、ガルバ星人ゴーギャンの声）

### テレビドラマ
- 富豪刑事デラックス（キャスターの声）

### パチンコ・パチスロ
- 蒼天の拳（霞拳志郎）

### ナレーション
- CSI:科学捜査班「次回予告」他
- 時代劇専門チャンネル 日本映画専門チャンネル番組案内
- スパイ大作戦・番宣CM（BSJAPAN)
- ワンダフルライフ

### CM
- タカラ 海賊戦艦キャプテンシャークCM

### オーディオドラマ
- 白間美瑠のサクラバシ919「ユアマジェスティ ボイスドラマ」（2022年、マクシムス、ラジオ大阪）

### シリーズ一覧
1. ↑  第1期（1996年）、第2期『II』（1997年）
2. ↑  第1期（2006年 - 2007年）、第2期『R2』（2008年）
3. ↑  『最遊記RELOAD BLAST』（2017年）、『最遊記RELOAD -ZEROIN-』（2022年）
4. ↑  第2期『II』（2018年）、第4期『IV』（2022年）
5. ↑  Season1（2021年）、Season2（2023年）